# 小行星4159
小行星4159（4159 Freeman）是一颗绕太阳运转的小行星，为主小行星带小行星。该小行星于1989年4月5日发现。

## 轨道参数
小行星4159的轨道半长轴为2.5495322 UA，离心率为0.073。